# Vienna Timberwolves
El Vienna Timberwolves es un club austríaco de baloncesto profesional de la ciudad de Viena que compite en la Admiral Basketball Bundesliga, la máxima categoría del baloncesto en Austria. Disputa sus encuentros como local en el T-Mobile Dome, con capacidad para 800 espectadores.

## Historia
Tras la fundación del club WAT Stadlau en 1955, dos años más tarde se estableció un equipo de baloncesto masculino. Dicha sección quiso crear equipos en diferentes categorías, pero el club no pudo o no quiso facilitarle la infraestructura necesaria. En 1972 se escindieron del club matriz y findaron el WAT Donaustadt. El número de equipos en diferentes categorías llegó a ser de 23.
En 2004, tras pasar por todas las categorías inferiores del baloncesto austriaco, ascienden a la 2.ÖBL, la segunda división, logrando su primer título de campeones en 2013, repitiendo en 2018, año en el cual dan el paso de ascender a la ÖBL.

## Trayectoria
| Temporada | Nivel | Liga  | Posición | Postemporada    |
| --------- | ----- | ----- | -------- | --------------- |
| 2009-10   | 2     | 2.ÖBL | 3        |                 |
| 2010-11   | 2     | 2.ÖBL | 5        |                 |
| 2011-12   | 2     | 2.ÖBL | 6        |                 |
| 2012-13   | 2     | 2.ÖBL | 1        |                 |
| 2013-14   | 2     | 2.ÖBL | 3        |                 |
| 2014-15   | 2     | 2.ÖBL | 2        |                 |
| 2015-16   | 2     | 2.ÖBL | 9        |                 |
| 2016-17   | 2     | 2.ÖBL | 6        |                 |
| 2017-18   | 2     | 2.ÖBL | 1        | AsciendeCampeón |
| 2018-19   | 1     | ÖBL   | 8º       |                 |
| 2019-20   | 1     | ÖBL   | 10º*     |                 |
| 2020-21   | 1     | ÖBL   | 10º      |                 |
| 2021-22   | 1     | ÖBL   | 9º       |                 |

*Temporada cancelada debido a la pandemia de Covid-19